# Болгар радиосы
Болгар радиосы (тат. Болгар радиосы) — радиостанция Татарстана, вещающая на двух государственных языках республики: 95 % времени вещание ведется на татарском языке, а 5 % — на русском. Работает круглосуточно на территории всей республики в FM-диапазоне.

## История
C 26 августа 2002 года в радиопространстве республики появилось новое радио «Яңа Гасыр» (рус. «Новый век»). Как СМИ это радио появилось и стало популярным в Казани и пригородах за два года до этого, но под названием «Болгар FM». Одно время одновременно использовалось также русское название «Радио „Новый век“», однако в дальнейшем использовалось только татарское название, в том числе во время передач на русском языке.
С 1 января 2012 года радиостанция «Яңа Гасыр» выходит под новым брендом «Болгар радиосы».

## Радиопрограммы
На «Болгар радиосы» новости выходят через каждые 30 минут на двух государственных языках. Утром транслируется шоу «Чәк-чәк шоу», а вечером — шоу «Дуслар live».
Радио транслирует различные тематические программы: история (город, Татарстан), литература, религия, спорт, детские программы, интерактивы для молодежи, программы для успешных людей, рубрики для женщин, мужчин, для меломанов. Существуют также передачи на мусульманскую тематику, одна из которых — «Хак дин» — в 2008 г. была признана «Лучшей программой об исламе» на конкурсе Духовного управления мусульман Татарстана, а в 2010 г. той же награды удостоилась детская программа «Соенче».

## Города вещания
- Казань — 91,5 МГц
- Актаныш — 103,1 МГц
- Аксубаево — 104,3 МГц
- Азнакаево — 107,1 МГц
- Альметьевск — 92,9 МГц
- Апастово — 104,4 МГц
- Бавлы — 107,5 МГц
- Балтаси — 105,0 МГц
- Барда (Пермский край) — 105,0 МГц
- Билярск — 101,4 МГц
- Болгар — 106,0 МГц
- Бугульма — 101,7 МГц
- Буинск — 100,3 МГц
- Заинск — 106,6 МГц
- Кадыбаш — 105,2 МГц
- Кукмор — 107,9 МГц
- Кутлу-Букаш — 104,9 МГц
- Кушманы — 106,1 МГц
- Лениногорск — 102,1 МГц
- Мамадыш — 106,2 МГц
- Мензелинск — 107,3 МГц
- Муслюмово — 100,0 МГц
- Набережные Челны — 105,5 МГц
- Новошешминск — 107,0 МГц
- Нижнекамск — 102,6 МГц
- Нурлат — 104,7 МГц
- Сарманово — 107,8 МГц
- Тюлячи — 106,1 МГц
- Шемордан — 102,3 МГц
- Черемшан — 107,7 МГц
- Чистополь — 103,0 МГц

## Критика
Переименование радио «Новый век» на «Болгар радиосы» подверглось критике:

«именование общетатарского радио „Булгарским радио“ — хотим мы того или нет — служит интересам адептов булгаризма, которые считают этноним „татары“ чуждым, оскорбительным для нашего народа и выступают за переименование татарского народа в булгарский»— http://www.tatartime.com/?p=7371